# Méridaberghoningkruiper
De Méridaberghoningkruiper (Diglossa gloriosa) is een zangvogel uit de familie Thraupidae (tangaren).

## Verspreiding en leefgebied
Deze soort is endemisch in westelijk Venezuela, met name in Trujillo, Mérida en noordelijk Táchira.